# Grupo de Apoio à Prevenção à Aids
O Grupo de Apoio à Prevenção à Aids (GAPA) é uma organização não governamental que atua na sociedade brasileira desde 1985, tendo sido a primeira organização exclusivamente voltada às ações contra o HIV/Aids fundada no país. O movimento é composto por instituições que atuam no nível estadual ou municipal.
O voluntariado no GAPA inspirou a artista Adriana Bertini a fazer trabalho alusivo à importância de uso de preservativo.

## História

### A Aids no mundo e no Brasil
A síndrome da imunodeficiência adquirida (Aids) foi reconhecida nos Estados Unidos da América, em 1981, quando um número elevado de pacientes adultos do sexo masculino e identificados como homossexuais tiveram sintomas do que hoje reconhecemos como da enfermidade.
A epidemia de Aids no Brasil teve início em 1982. O boletim epidemiológico desse ano reportou dez casos de Aids entre homens e todos vieram a óbito pela doença. Os primeiros casos femininos da doença no país foram registrados no ano subsequente, em 1983, com duas mulheres infectadas e dois óbitos.
Em 1986 foi criado oficialmente, no território brasileiro, o Programa Nacional de Controle às Doenças Sexualmente Transmissíveis, encabeçado pela Dra. Lair Guerra de Macedo Rodrigues, que contribuiu para a consolidação das primeiras estratégias de prevenção e assistência governamental.

### Criação do GAPA
Nesse cenário, as primeiras respostas à epidemia desenvolvidas pelo Estado não eram suficientes para atendar às demandas, e a sociedade civil iniciou a criação de grupos organizados para o combate e a prevenção da enfermidade. O Grupo Gay da Bahia foi essencial para esse começo ao promover ações relacionadas à prevenção à Aids. Todavia, o preconceito contra essa parcela da população dificultava a difusão dessas medidas, pois os afetados receavam o estigma associado à população homossexual. Desse modo, optou-se por fundar uma organização própria ao combate à doença.
A criação do primeiro Grupo de Apoio à Prevenção à Aids (GAPA) ocorreu em São Paulo, em 1985, uma organização de base comunitária a se dedicar exclusivamente a pessoas infectadas pelo HIV. Essa organização não governamental tinha por objetivo promover a prevenção, a informação e a assistência a pessoas de HIV/Aids e seus familiares, além de manter um ativismo político em prol da garantia dos cuidados necessários para essa população.

Outdoor do GAPA-MG exposto em Belo Horizonte, anos 1990. Criação: Faria Associados. Acervo Museu Histórico Abílio Barreto.

A preocupação da instituição não era somente com a saúde dos infectados, como também com seus direitos. A participação ativa desde a primeira Comissão Nacional de Aids gerou contribuições para a elaboração da Lei n. 7.670/1988, que viabilizou a concessão de licenças para tratamento de saúde, aposentadoria, reforma militar, pensão especial, auxílio-doença e pensão por morte aos dependentes. Ou seja, os direitos previdenciários foram conquistados para maior seguridade de todos os envolvidos.
Uma das características comuns no início da criação dos diversos GAPA, na história da epidemia, é a falta de respostas da esfera governamental, seja em nível estadual ou local: a falta de leitos, dificuldades na contabilização de casos soropositivos, populações mantidas em situação de risco, o lapso de uma prevenção primária, entre outros aspectos.
Foram poucos os registros sobre as trajetórias de vida e a atuação dos soropositivos, causados pela distância temporal e pela falta de registros documentais. Assim, é por meio da oralidade que se pode desenvolver um trabalho de memória que represente as múltiplas perspectivas e recupere as vozes de indivíduos não mais vivos para compartilhar as suas experiências.
Após a fundação do GAPA-SP, que sempre deteve a patente do nome, outros GAPA, autorizados pelo primeiro, surgiram no país, em Minas Gerais, na Bahia, no Rio Grande do Sul, no Ceará, entre outros.

## GAPA-MG
O Grupo de Apoio e Prevenção à Aids do Estado de Minas Gerais foi o segundo no território nacional a ser fundado, mais especificamente em 6 de março de 1987, na cidade de Belo Horizonte. A instituição, como as demais, é organizada pela sociedade civil, que percebeu a necessidade de se oferecer um atendimento célere e humanizado às pessoas com HIV/Aids.
O nome do GAPA-MG difere um pouco do nome oficial registrado pelo GAPA-SP por um erro de comunicação na época de fundação do GAPA-MG, não observado no momento do seu registro em cartório. Em lugar de "apoio à prevenção", foi registrado "apoio e prevenção".
Entre os fundadores da instituição, é possível destacar a atuação de Eduardo Carvalho de Oliveira (Primeiro presidente), Vinícius Rodarte da Silva, Roberto Chateaubriand Domingues, Flávio Antônio Belloni e Ana Lígia Duarte.
Após as primeiras ações da instituição, a falta de um planejamento político foi sentida, o que levou ao desenvolvimento de medidas que fossem efetivadas com vistas a resultados permanentes e de longo prazo. O foco da atuação do grupo era voltado, principalmente, para a resolução de entraves em nível governamental. 
A GAPA-MG adquiriu respeitabilidade e confiança, tornando-se um referencial de cidadania muito forte na sociedade civil, procurado por pessoas que necessitavam de seus serviços, seja o apoio de pesquisa, informação, apoio a indivíduos com a síndrome da imunodeficiência adquirida e queixas relativas a atendimentos públicos e privados.
Um exemplo do ambiente positivo criado pela instituição mineira é visto nas ações do grupo que estão registradas no acervo fotográfico do Museu Histórico Abílio Barreto (MHAB). Essas colchas de retalho fazem parte de ações internacionais celebradas anualmente sempre no terceiro domingo do mês de maio no âmbito do Project Names. As celebrações, entre outros objetivos, serviam para relembrar a memória de indivíduos que tiveram suas vidas encerradas pela doença. As colchas eram expostas em manifestações realizadas pela instituição em parcerias com outros grupos de Belo Horizonte.
Em dezembro de 2014 a instituição fechou as portas, ao não conseguir se manter sem o convênio referente ao pagamento do aluguel da sede, realizado pela Prefeitura de Belo Horizonte. 

### Áreas de atuação do GAPA-MG
De início, cabe destacar que esses quatro itens estão inegavelmente imbricados, ou seja, a separação em tópicos apresenta apenas um caráter didático.

#### Conscientização
No início da epidemia no país, criou-se um preconceito de que “pessoas normais” não eram infectadas pela doença; somente um grupo restrito seria acometido, como homossexuais, usuários de drogas injetáveis e trabalhadores/as do sexo. Esse processo permitiu a legitimação da exclusão social de doentes e soropositivos, entendida como um ato punitivo pelos comportamentos e atitudes praticados. Nessa perspectiva, a população LGBTI+ é primordialmente relacionada a essa enfermidade, uma associação antiga e que não faz jus aos dados.
As prostitutas também são outro grupo visto como foco da doença, e uma intervenção estatal era estimulada para que a proliferação da enfermidade fosse interrompida. Nesse contexto, as profissionais do sexo eram percebidas também como possíveis agentes de saúde, visto que as associações de prostitutas se aliaram a ONGs de combate à Aids. 

O GAPA-MG é uma instituição que atou ativamente na sociedade ao realizar manifestações e campanhas de conscientização em espaços públicos, promovendo a visibilidade dessas pautas. Nesse sentido, a organização agiu para a desmistificação desse ideal de que “pessoas normais” não poderiam ser afetadas pela doença, ao direcionar atividades para o público em geral, entregando panfletos, promovendo conversas com os transeuntes, distribuindo preservativos, entre outras medidas.

#### Assistência
Para além da conscientização da população em geral, o amparo aos indivíduos portadores de HIV/Aids foi considerado essencial, tanto no âmbito da saúde física quanto mental.
O GAPA-MG, no momento inicial da epidemia e sua instalação na capital mineira, atuou diretamente no atendimento ambulatorial e das primeiras necessidades, visto que as recusas de atendimento por profissionais da rede pública eram frequentes. Outra atuação da instituição foi a reinserção dos indivíduos soropositivos na vida pública.
A exclusão social é uma realidade vivenciada pelos portadores da doença, que podem perder o contato com familiares, amigos, colegas e pessoas queridas, como também serem afastados do trabalho. O estigma associado à comunidade acarreta a “morte civil”, que é justamente esse afastamento brusco e apagamento social no momento em que a pessoa está em uma situação de fragilidade.
Logo, as reuniões do GAPA-MG promoveram esse contato com indivíduos na mesma situação. Nessa perspectiva, as organizações impulsionavam a valorização da subjetividade e da afetividade partilhadas por sujeitos que conviviam com a síndrome da imunodeficiência adquirida. Novas formas de participação social foram desenvolvidas, o que destaca o papel híbrido da instituição, ao atuar nas necessidades ambulatoriais e no cuidado pessoal, com respeito e legitimação da expressão dos diferentes modos de vida.

#### Prevenção

Outdoor criado pela Faria Associados, 1998. Acervo Museu Histórico Abílio Barreto

Atividades de prevenção são importantes para que a contaminação do vírus seja interrompida e reduzida. O cartaz inaugural no país criado para alertar e divulgar a prevenção contra a Aids foi desenvolvido em 1985, com o slogan TRANSE NUMA BOA. Foi a primeira vez no Brasil que a pauta do sexo seguro foi destacada.
Outras campanhas também foram desenvolvidas pela organização no decorrer do seu tempo de atuação, estimulando a utilização de preservativos, a exemplo do outdoor produzido pelo GAPA-MG. O estabelecimento de diretrizes para a doação de sangue também foi uma luta travada, mais especificada no próximo tópico, uma medida que beneficiou a toda a população brasileira.
O GAPA-MG atuou no estabelecimento do projeto Previna na Prostituição. Esse projeto era financiado pelo Ministério da Saúde e foi uma ação formulada pela Coordenação Nacional de DST/Aids, que tinha como público-alvo as profissionais do sexo. Dessa maneira, em parceria com as trabalhadoras e trabalhadores do sexo, foram realizadas ações nas áreas de atuação desses profissionais, distribuídos preservativos, organizadas reuniões comunitárias, tornando-se uma referência para esse segmento.

#### Política

X Encontro Nacional de ONG/Aids, 1999. Acervo Museu Histórico Abílio Barreto

A atuação política reúne os três subtemas já expostos, pois são essas ações que promovem a continuação das medidas já desenvolvidas.
A transmissão do vírus não ocorre somente via transmissão sexual, mas também por transfusão sanguínea. Pacientes hemofílicos que recebiam doações de sangue eram afetados pela falta de regulamentação. Nos primórdios da epidemia, os bancos de sangue eram instituições privadas e não havia uma preocupação em testar o plasma à procura de possíveis doenças. Desse modo, acreditava-se que, nesse período, cerca de 80% dos hemofílicos foram infectados pelo vírus da Aids. O GAPA-MG atuou na tentativa de tornar a coleta e doação sanguínea uma responsabilidade estadual, visando ao maior controle e à testagem desse sangue. A demanda foi atendida por meio da Lei n. 7.649, de 1988.
Para que leis possam ser formuladas, há a necessidade de debate entre grupos distintos que oferecem visões novas, contribuindo para enriquecer o debate e possibilitar que mais pessoas sejam beneficiadas.
O GAPA-MG operava ativamente em encontros e eventos relacionados à temática. O X Encontro Nacional de ONG/Aids ocorreu na cidade de Belo Horizonte, em 1999. Uma inovação da última conferência do milênio foi a discussão coletiva na plenária, com textos subsidiando o debate. A representatividade da instituição está presente em órgãos colegiados, como a Comissão Nacional de Aids, o Comitê Nacional de Vacinas, a Subcomissão de Comunicação e a Comissão Municipal de Aids.
Desse modo, o fortalecimento das ONG nas ações de prevenção a doenças sexualmente transmissíveis e à Aids é fundamental para que a promoção da articulação política, técnica e financeira ocorra, preservando as características da política pública de saúde.

### Acervo GAPA-MG no Museu Histórico Abílio Barreto
O Museu Histórico Abílio Barreto (MHAB) preserva um acervo composto por 1.174 imagens referentes à história do GAPA-MG, sendo 381 negativos fotográficos e 793 positivos impressos. Essas imagens retratam manifestações, reuniões, ações de conscientização do público geral, entre outros momentos cotidianos dos voluntários, funcionários e assistidos. O acervo completo da instituição presente no museu permite conceber a persistência de outras vivências na cidade de Belo Horizonte, estas que não estavam planejadas, figuras marginalizadas. A presença histórica da comunidade soropositiva e seus aliados é preservada pelas fotografias doadas ao MHAB, que desmistificam a visão negativa dirigida a esse grupo, por serem retratados como meramente humanos. 